# Сельское поселение Трофимовское

В 2013 году Трофимовское и 3 других сельских поселения были присоединены к Городецкому (отмечены жёлтым цветом)

Сельское поселение Трофимовское — сельское поселение, существовавшее в составе Кичменгско-Городецкого района Вологодской области до 1 апреля 2013 года.
Центр — село Светица.
Население по данным переписи 2010 года — 339 человек, оценка на 1 января 2012 года — 317 человек.

## История
Образовано 1 января 2006 года в соответствии с Федеральным законом № 131 «Об общих принципах организации местного самоуправления в Российской Федерации».
В состав сельского поселения вошёл Трофимовский сельсовет.
1 апреля 2013 года вошло в состав Городецкого сельского поселения.

## География
Располагалось на северо-западе района. Граничило:
- на востоке с Сараевским сельским поселением,
- на северо-востоке с Опокским сельским поселением Великоустюгского района,
- на западе с Нюксенским и Городищенским сельскими поселениями Нюксенского района,
- на юге с Логдузским сельским поселением Бабушкинского района, Милофановским и Зеленцовским сельскими поселениями Никольского района.

## Населённые пункты
В 1999 году был утверждён список населённых пунктов Вологодской области. С тех пор и до упразднения сельского поселения состав Трофимовского сельсовета не изменялся.
В состав сельского поселения входили 15 населённых пунктов, в том числе
11 деревень,
2 посёлка,
1 починок,
1 село.
| Населённый пункт   | ОКАТО          | Рег. номер | Расстояние до районного центра, км | Расстояние до центра поселения, км | Индекс | Координаты                      |
| ------------------ | -------------- | ---------- | ---------------------------------- | ---------------------------------- | ------ | ------------------------------- |
| деревня Гора       | 19 230 848 002 | 4618       | 62                                 | 2                                  | 161415 |                                 |
| деревня Заверкино  | 19 230 848 003 | 4619       | 63                                 | 3                                  | 161425 | 60°13′04″ с. ш. 45°07′13″ в. д. |
| деревня Заречье    | 19 230 848 004 | 4620       | 62                                 | 2                                  | 161415 | 60°12′47″ с. ш. 45°02′20″ в. д. |
| деревня Казарино   | 19 230 848 005 | 4621       | 62                                 | 2                                  | 161415 | 60°13′36″ с. ш. 45°03′38″ в. д. |
| деревня Кряж       | 19 230 848 006 | 4622       | 63                                 | 3                                  | 161415 | 60°12′26″ с. ш. 45°05′08″ в. д. |
| посёлок Мостовица  | 19 230 848 007 | 4623       | 70                                 | 10                                 | 161415 | 60°09′54″ с. ш. 44°53′28″ в. д. |
| деревня Обакино    | 19 230 848 008 | 4624       | 62                                 | 2                                  | 161415 | 60°12′24″ с. ш. 45°02′27″ в. д. |
| деревня Омут       | 19 230 848 009 | 4625       | 63                                 | 3                                  | 161415 | 60°13′15″ с. ш. 45°05′47″ в. д. |
| деревня Петраково  | 19 230 848 010 | 4626       | 61                                 | 1                                  | 161415 | 60°13′10″ с. ш. 45°04′27″ в. д. |
| деревня Подол      | 19 230 848 011 | 4627       | 62                                 | 2                                  | 161415 | 60°12′56″ с. ш. 45°05′47″ в. д. |
| посёлок Сармас     | 19 230 848 012 | 4628       | 70                                 | 10                                 | 161415 | 60°17′05″ с. ш. 45°02′24″ в. д. |
| село Светица       | 19 230 848 001 | 4617       | 60                                 | —                                  | 161415 | 60°12′54″ с. ш. 45°03′52″ в. д. |
| деревня Селиваново | 19 230 848 013 | 4629       | 63                                 | 3                                  | 161415 | 60°12′08″ с. ш. 45°05′33″ в. д. |
| деревня Сирино     | 19 230 848 014 | 4630       | 61                                 | 1                                  | 161415 | 60°12′22″ с. ш. 45°04′15″ в. д. |
| починок Хохлово    | 19 230 848 015 | 4631       | 72                                 | 12                                 | 161415 | 60°07′44″ с. ш. 44°57′56″ в. д. |